# Рейсер, Соломон Абрамович
Соломо́н Абра́мович Ре́йсер (28 мая (10 июня) 1905, Киев — 6 октября 1989, Ленинград) — советский библиограф, литературовед, специалист в области палеографии нового времени и текстолог, доктор филологических наук (1956), профессор.

## Биография
Родился 28 мая (10 июня) 1905 года в Киеве. Жена — Мальвина Мироновна Штерн (1903—1992), первая заведующая библиотекой Всесоюзного музея А. С. Пушкина. Двоюродная сестра — Мария Лазаревна Тронская (урождённая Гурфинкель; 1896—1987), историк немецкой литературы, профессор ЛГУ, была замужем за филологом-классиком И. М. Тронским.
Окончил литературно-лингвистическое отделение Киевского университета (1926), после чего переехал в Ленинград. В 1931—1946 гг. (с перерывом на эвакуацию из Ленинграда в Иваново в 1942—1944 гг.) работал в Государственной публичной библиотеке имени Салтыкова-Щедрина, одновременно изучая литературное наследие русских революционно-демократических писателей второй половины XIX века. Опубликовал «Летопись жизни и деятельности Н. А. Добролюбова» (1953). В годы войны составил библиографический указатель «Патриотические идеи в русской литературе» (Иваново, 1943; переиздание: Ленинград, 1945).
C 1946 года преподавал в Ленинградском библиотечном институте. Одновременно работал над докторской диссертацией о Добролюбове, которую защитил в 1957 году. В дальнейшем расширил сферу своих научных интересов, занимаясь изучением творчества и подготовкой изданий И. С. Тургенева, Н. С. Лескова, Н. А. Некрасова, А. А. Григорьева. Среди поздних трудов Рейсера особое значение имеет учебник «Основы текстологии».
Скончался 6 октября 1989 года в Ленинграде. Урна с прахом захоронена в колумбарии крематория.

## Основные работы
Книги
- Литературные кружки и салоны. Л., 1929 (в соавт. с М. И. Аронсоном);
- Артур Бенни, М., 1933;
- Летопись жизни и деятельности Н. А. Добролюбова, М.-Л., 1936 (2-е изд. 1953);
- Об источниках русской книжной статистики. Вып. 1. М., 1946.
- Революционные демократы в Петербурге. По памятным местам жизни и деятельности В. Г. Белинского, Н. А. Некрасова, Н. Г. Чернышевского, Н. А. Добролюбова Л., 1957;
- Общая библиография: Учебник для библ. ин-тов. М., 1957. Гл. 3, 6, 7;
- Добролюбов в Нижнем Новгороде. 1836—1853, Горький, 1961;
- Палеография и текстология нового времени. М., 1970;
- Русская палеография нового времени. Неография. М., 1982.

Статьи
- К вопросу о принципах издания полного собрания сочинений В. И. Ленина // Печать и революция. 1927. № 5 (в соавт. с И. С. Вольпе);
- Петербургские пожары 1862 года // «Каторга и ссылка», 1932, № 10;
- Н. П. Огарев // Русские писатели о литературе. Л., 1939;
- Тургенев — сотрудник «Колокола» // И. С. Тургенев. Материалы и исследования, Орел, 1940;
- Гонорарные ведомости «Современника» // Литературное наследство, т. 53—54, М., 1949;
- Литературное наследство и проблемы текстологии // Вопросы литературы. 1961. № 11;
- Некоторые вопросы палеографии нового времени // Проблемы источниковедения. М., 1962. Т. 10;
- Материалы для библиографии писем Тургенева и к Тургеневу // Литературное наследство. 1964. Т. 73, кн. 2; 1967. Т. 76;
- Прокламация Н. Г. Чернышевского «Барским крестьянам» // Книга. Исследования и материалы, вып. 14, М., 1967.
- Словарь трехстопного ямба поэмы Некрасова «Кому на Руси жить хорошо» // Ученые записки Тартуского гос. ун-та. 1969. Т. 236;
- Роман Н. Г. Чернышевского «Что делать?»: издания романа в 1863—1873 гг. и проблема текста // Книга: Исследования и материалы. Сб. 28. М., 1974;
- Воспоминания / Предисл., публ. и примеч. О. С. Острой // Библиография. 1995. № 3.

Составитель и редактор
- Патриотические идеи в русской литературе. Указатель литературы. Иваново, 1943 (сост.);
- Хрестоматия по русской библиографии с XI в. по 1917 г., М., 1956 (сост.);
- Вольная русская поэзия второй половины XIX века. Л., 1959 (вступ. ст., подгот. текста и примеч.);
- Вольная русская поэзия второй половины XVIII — первой половины XIX века. Л., 1970 (подгот. текста, вступ. заметки и примеч.).